# Henriette Chastel de Boinville
Henriette Chastel de Boinville, connue sous le nom d’Harriet de Boinville, est une femme britannique influente dans les salons littéraires de Londres et Paris où elle recevait des écrivains célèbres comme Mary Shelley et William Godwin, née sur l'île Saint-Cristophe (Saint-Christophe-et-Niévès) en 1773, et morte à Paris le 1er mars 1847.

## Biographie
Henriette Chastel de Boinville est née Henriette Collins, fille de John Collins. On ne connaît pas le nom de sa mère qui était probablement une métisse. Elle avait deux frères et sœurs, Cornelia Collins et Alfred Collins. Elle est la sœur de Cornelia Collins mariée à J. F. Newton (1767-1837).
Elle s'est mariée en 1793 avec un noble français émigré en Angleterre pendant la Révolution, Jean-Baptiste Chastel de Boinville (1756-1813), ami de La Fayette, mort pendant la retraite de Russie de la Grande Armée, le second fils de Jean-Baptiste Ignace Chastel de Villemont et de Françoise Pauline Lucie Dupaquier de Dommartin. Villemont est le nom de la propriété que la famille possédait à Boinville-en-Woëvre.
Henriette Chastel de Boinville est morte dans l'ancien 1er arrondissement de Paris. Elle a été inhumée le 4 mars 1847 au cimetière de Montmartre 19e division. Sa fille, Cornelia Pauline Eugenia Turner née Chastel de Boinville (1795-1874), ses petits-fils Oswald et Alfred Turner, et son ami Giulio Robecchi ont été inhumés dans la même sépulture.

## Famille
- John Collins
  - Henriette Collins, mariée en Écosse, en 1793, avec Jean-Baptiste Chastel de Boinville (Metz, 15 juillet 1756-Vinius, 7 février 1813), fils de Jean-Baptiste Ignace Chastel de Villemont (1712-1774) et de Françoise Pauline Lucie Dupaquier de Dommartin,
    - Cornelia Pauline Eugenia Chastel de Boinville (Willesden, 23 février 1795-Paris, 25 octobre 1874), mariée le 12 juillet 1812 à Thomas Turner;
      - Oswald Turner (Bracknell, 1814-Ivry-sur-Seine, 1876),
      - Alfred Turner (1817-1893),
      - Pauline Turner (1825-6 janvier 1842),

    - John Collins Alfred Chastel de Boinville (Londres, 14 décembre 1797-Ivry-sur-Seine, 2 février 1880) marié en 1817 avec Harriet Lambe (1794-1876), fille de William Lambe,
      - Charles Alfred Chastel de Boinville (1819-1878), pasteur, marié en premières noces avec Caroline X (morte en 1845), puis en secondes noces, en 1848, avec Mary Leontine Graham (1826-1899)
        - Rachel Chastel de Boinville (1845-1900)
        - Charles Alfred Chastel de Boinville (Saint-Désir, 3 novembre 1849-25 avril 1897), marié à Yokohama, en 1874, avec Agnes Cowan (1847-1901)
          - Charles William Chastel de Boinville (Tokyo, 16 mai 1878-Hythe, 27 décembre 1969), marié en 1912 avec Sophia Elizabeth Murdoch (1879-1951),
            - David Michael Lacon Chastel de Boinville (York, 1920-James City County, 2001) marié en 1946 avec Janet Merriman Mowrer

        - William Chastel de Boinville (Sidbury, 1853-Kendal, janvier 1900), marié avec Amelia Sussanah Phillis Terry (1863-1935),
          - Beatrice Amy Chastel de Boinville (1863-1935),
          - Basil William Chastel de Boinville (Guildford, avril 1865-Radnorshire, 22 juin 1943), marié en 1889 avec Anna Millicent Somerville
          - Constance Theroul Chastel de Boinville (1867- ),
          - Aubrey Chastel de Boinville (1868-1955),
          - Rosalee Mary Chastel de Boinville (1870- ),
          - Mabel Chastel de Boinville (1872-1947),
          - Evelyne Chastel de Boinville (1873-1962),
          - Irene Cornelia Chastel de Boinville (1875- )
          - Vivian Chastel de Boinville (1877-1951), marié à Norah Margaret Pyemont (1893-1985)
            - Gerard Nicolas Pyemont Chastel de Boinville (1918-1998), marié en 1959 avec Hannah Mary Prior (1931-2002)
              - David Norman Chastel de Boinville (1964- )

          - Coralie Eugenie Chastel de Boinville (1880-1971),

        - Franck Chastel de Boinville,

      - William Chastel de Boinville (1823-1900),
      - Alexander Chastel de Boinville (Southampton, 1824-Plymouth, 11 mai 1898), marié en 1853 avec Eliza Russell (1822-1892).

  - Cornelia Collins (morte le 2 septembre 1816), mariée à John Frank Newton (1767-1837), liés à un cercle d'intellectuels et de végétariens, incluant Percy Bysshe Shelley,
    - Octavia Newton,
    - Camilla Newton,
    - Augustus Newton,
    - Chick Newton,
    - Coraly Newton,

  - Alfred Collins, malade mental.